# Komunik

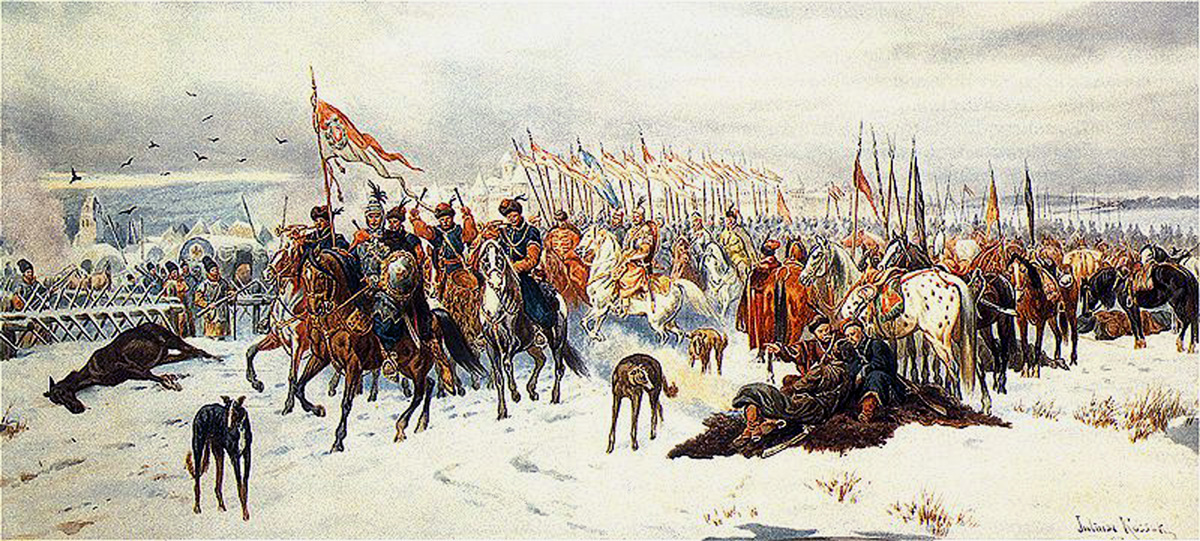
Jazda polska idąca komunikiem (obraz J. Kossaka Odsiecz Smoleńska)

Komunik – w XVI–XVII-wiecznym wojsku polskim oddział konnicy zdolny do szybkich i niespodziewanych działań bojowych; w uproszczeniu: jazda poruszająca się bez taborów i armat.
Były to oddziały kawalerii oraz dragonów dostosowane do odbywania pospiesznych marszów dzięki pozbyciu się taborów i dodatkowego sprzętu (za to czasem z rezerwowymi końmi). Wyjątkowo podejmowane działanie komunikiem stosowano w celu:
- zaskoczenia sił nieprzyjaciela (np. pod Kłuszynem 1610)
- osaczenia nieprzyjaciela (np. pod Czarnem 1627)
- uchwycenia przepraw na szlaku jego marszu (np. czambułów tatarskich powracających z łupem)
- dywersji na jego dalekich tyłach (zagon Radziwiłła 1581, zagon Lisowskiego w Rosji 1615)